# Pau Torres
Pau Francisco Torres (španělská výslovnost: [ˈpaw ˈtores]; * 16. ledna 1997 Villarreal) je španělský profesionální fotbalista, který hraje na pozici středního obránce za anglický klubu Aston Villa FC a za španělský národní tým.

## Klubová kariéra

### Villarreal
Torres se narodil ve Villarrealu v provincii Castellón ve Valencijském společenství a je odchovancem místního klubu Villarreal CF. V rezervním týmu debutoval 21. srpna 2016 při prohře 0:1 proti UE Cornellà v Segunda División B.
Torres vstřelil svůj první seniorský gól 8. října 2016 v domácím zápase proti CF Badalona. V A-týmu odehrál své první utkání 20. prosince při domácí remíze proti CD Toledo v šestnáctifinále Copy del Rey, když v posledních minutách zápasu vystřídal Víctora Ruize.
Torres odehrál svůj první zápas v La Lize 26. listopadu 2017, když v zápase proti Seville vystřídal Manu Triguerose. O deset dní později debutoval v Evropské lize, když se objevil v základní sestavě utkání proti Maccabi Tel Aviv FC na Estadio de la Cerámica.

#### Málaga (hostování)
Dne 6. srpna 2018 odešel Torres na roční hostování do Málagy CF. Během svého hostování vynechal pouze čtyři ligové zápasy Segundy División. Pomohl týmu k postupu do play-off o postup.

#### Návrat do Villarrealu
Torres si následně upevnil své místo ve startovní jedenáctce Villarrealu. V říjnu 2019 prodloužil svou smlouvu do roku 2024, a 5. října 2019 vstřelil svůj první gól ve španělské nejvyšší soutěži, a to v zápase proti Osasuně.
V sezóně 2020/21 vyhrál Torres s Villarrealem Evropskou ligu, když ve finále 26. května porazili anglický Manchester United po penaltovém rozstřelu.
V ročníku 2021/22 došel s Villarrealem až do semifinále Ligy mistrů, poté co přešli přes Juventus či Bayern Mnichov. V semifinále však po výsledcích 0:2 a 2:3 podlehli anglickému Liverpoolu.

### Aston Villa
Torres se v létě 2023 stěhoval z Villarrealu do Premier League. V Anglii podepsal pětiletou smlouvu s Aston Villou, která za španělského stopera zaplatila 40 milionů euro.

## Reprezentační kariéra
Torres dostal svou první pozvánku do španělské reprezentace Robertem Morenem 4. října 2019 na zápasy proti Norsku a Švédsku v rámci kvalifikaci na Euro 2020. Debutoval 15. listopadu téhož roku, v zápase proti Maltě. V 61. minutě vystřídal Sergia Ramose a minutu na to skóroval a pomohl k výhře 7:0.
Torres byl zařazen do 24členného výběru Luise Enriqueho na finálový turnaj EURO 2020.

## Statistiky

### Klubové
K 19. květnu 2021
| Klub           | Sezóna  | Liga             | Liga   | Liga | Pohár  | Pohár | Evropské poháry | Evropské poháry | Ostatní | Ostatní | Celkem | Celkem |
| Klub           | Sezóna  | Liga             | Zápasy | Góly | Zápasy | Góly  | Zápasy          | Góly            | Zápasy  | Góly    | Zápasy | Góly   |
| -------------- | ------- | ---------------- | ------ | ---- | ------ | ----- | --------------- | --------------- | ------- | ------- | ------ | ------ |
| Villarreal     | 2016/17 | La Liga          | 0      | 0    | 1      | 0     | 0               | 0               | —       | —       | 1      | 0      |
| Villarreal     | 2017/18 | La Liga          | 2      | 0    | 3      | 0     | 1               | 0               | —       | —       | 6      | 0      |
| Villarreal     | 2019/20 | La Liga          | 34     | 2    | 2      | 0     | —               | —               | —       | —       | 36     | 2      |
| Villarreal     | 2020/21 | La Liga          | 33     | 2    | 2      | 0     | 8               | 1               | —       | —       | 43     | 3      |
| Villarreal     | Celkem  | Celkem           | 69     | 4    | 8      | 0     | 9               | 1               | —       | —       | 86     | 5      |
| Málaga (host.) | 2018/19 | Segunda División | 38     | 1    | 0      | 0     | —               | —               | 2       | 0       | 40     | 1      |
| Celkem         | Celkem  | Celkem           | 107    | 5    | 8      | 0     | 9               | 1               | 2       | 0       | 126    | 6      |

### Reprezentační
K 17. listopadu 2020
| Španělsko | Španělsko | Španělsko |
| Rok       | Zápasy    | Góly      |
| --------- | --------- | --------- |
| 2019      | 1         | 1         |
| 2020      | 6         | 0         |
| Celkem    | 7         | 1         |

#### Reprezentační góly
K zápasu odehranému 17. listopadu 2020. Skóre a výsledky Španělska jsou vždy zapisovány jako první.
| Gól | Datum              | Místo                               | Soupeř | Skóre | Výsledek | Soutěž                   |
| --- | ------------------ | ----------------------------------- | ------ | ----- | -------- | ------------------------ |
| 1.  | 15. listopadu 2019 | Ramón de Carranza, Cádiz, Španělsko | Malta  | 3:0   | 7:0      | Kvalifikace na Euro 2020 |

## Ocenění

### Klubové

#### Villarreal
- Evropská liga UEFA: 2020/21[23]

### Individuální
- Sestava sezóny Evropské ligy UEFA – 2020/21[24]